# Demokratiske Republik Congos nationalvåben
Den Demokratiske Republik Congos nationalvåben er blevet skiftet adskillige gange siden 1997. Det nuværende nationalvåben blev introduceret i 2006 og afbilder et leopardhoved, omgivet af en stødtand fra en elefant mod venstre og et spyd mod højre. Nedenunder er nationalmottoet: Justice, Paix, Travail (Retfærdighed, Fred, Arbejde på fransk). Det blev indført 18. februar 2006 af præsident Joseph Kabila. 
Det gamle nationalvåben, som blev introduceret i 2003, afbildede tre indviklede hænder omgivet af en majskrans. På toppen var et løvehoved og i bunden mottoet Démocratie, Justice, Unité (Demokrati, Retfærdighed, Enhed på fransk). 
DR Congos nationalvåben fra 1999 bestod af et lyseblåt skjold. I midten af skjoldet var en gul stjerne, med seks små stjerner over. Dette nationalvåben blev introduceret sammen med flaget. 
Zaïres nationalvåben fra 1971 til 1997 afbildede et leopardhoved under et par krydsede spyd, omkring en gren og en stødtand fra en elefant. Ordene Paix, Justice, Travail var skrevet på et hvidt bånd under spyddene. Dette nationalvåben blev officielt introduceret d. 1. august 1964.
- Nationalvåbenet fra 1999
- Nationalvåbenet fra 2003
- Nationalvåbenet fra 2006